# Zatoka Dublińska
Zatoka Dublińska (irl. Cuan Bhaile Átha Cliath, ang. Dublin Bay) – deltoidalna w kształcie (inlet), zatoka  Morza Irlandzkiego, położona na wschodnim wybrzeżu Irlandii.
Sama zatoka jest szeroka na około 10 km z północy na południe oraz długa na 7 km od jej szczytu do centrum Dublina, rozciągając się od przylądka Howth na północy aż do Dalkey Point (w Dún Laoghaire) na południu. Sztucznie stworzona wyspa North Bull Island jest ulokowana w północnym narożniku zatoki i rozciąga się na prawie 5 km. Znajduje się na niej plaża piaskowa o nazwie Dollymount Strand a na niej rezerwat dzikiego ptactwa o międzynarodowej sławie. 
Zatoka jest częścią Morza Irlandzkiego i położona jest w miejscu w którym kończą swój bieg, rzeki Liffey oraz Dodder. W pobliżu do zatoki wpada także rzeka Tolka, oraz kilka innych małych rzek. Ponieważ dawniej w tym miejscu tworzyły się rozległe bagna i stawy, można w tym doszukać się pochodzenia nazwy miasta Dublin (po irlandzku „Dubh Linn” znaczy „Czarny Staw”).

## Historia
Obszar metropolitalny Dublina praktycznie otacza zatokę z trzech stron (od północy, zachodu i południa), a od wschodu rozciąga się morze Irlandzkie. Pierwotnie, na terenach zatoki znajdowały się osady rybackie z najstarszymi znaleziskami aktywności ludzkiej sięgającymi środkowej epoki kamienia.
W okolicach IX wieku zatoka stała się bazą wypadową wikingów, którzy u ujścia rzeki Liffey założyli fortecę nabrzeżną (Longphort). Wykopaliska świadczą, że wczesna osada liczyła około 150 domów różnego przeznaczenia, w tym rzemieślniczego i rolniczego. Znaleziono również blisko 60 grobów wikingów wraz z artefaktami, w tym bronią typową dla ówczesnych wojowników. Początkowe miasto miało być otoczone wałem ziemnym oraz ogrodzeniem z pali i plecionki z wikliny. Być może to specyficzne ogrodzenie dało początek irlandzkiej nazwie Dublina: Baile Átha Cliath, co oznacza „Bród Pleciony”.
W XIII wieku Dublin było znaczącym miastem anglo-normandzkim, a drewniane nabrzeża były zastępowane przez kamienne umocnienia. Rozwój handlu blokowały jednak liczne piaszczyste ławice tworzące się wokół ujścia rzeki Liffey, które stanowiły zagrożenie dla statków. Wiele statków stało się ofiarami zdradliwego ukształtowania dna zatoki, co miało swoje odzwierciedlenie we wczesnych mapach z wrakami m.in. w pobliżu obecnej dzielnicy Ringsend. W tym czasie oprócz kolejnych umocnień starano się radzić sobie z tym przez pogłębianie koryta rzeki. Stworzono również dodatkowy port przeładunkowy na południowym skraju zatoki w Dalkey.
Na początku XVIII wieku rozpoczęto formowanie zatoki, w tym budowę Great South Wall (dosł. Wielki Południowy Mur), który został ukończony w 1730 roku. Południowy mur miał chronić port, ale jeszcze przed końcem wieku okazał się niewystarczający, dlatego na przełomie wieków rozpoczęto planowanie północnego muru. Na początku XIX wieku rozpoczęto budowę drewnianego mostu na północ od ujścia rzeki (Bull Bridge), a następnie wybudowano kamienny mur (Bull Wall). To rozpoczęło proces osadzania się piasku i przez to formowania wyspy za północnym murem (Bull Island). Ujście rzeki również się pogłębiło, a sama wyspa stała się lokalną atrakcją turystyczną, a później także rezerwatem przyrody.
W 1972 roku zaproponowano budowę rafinerii w Zatoce Dublińskiej. Plan został żywiołowo odrzucony przez ekologów oraz władze miejskie Dublina z powodu dużego ryzyka zanieczyszczenia. W 2002 kolejnym pomysłem na rozwój Portu w Dublinie była propozycja wybudowania podmorskiego zbiornika na gaz pod dnem zatoki. Znane były także propozycje powstania parku rozrywki na lagunie w zatoce. Wszystkie te propozycje pozostają do dzisiaj w sferze planów.

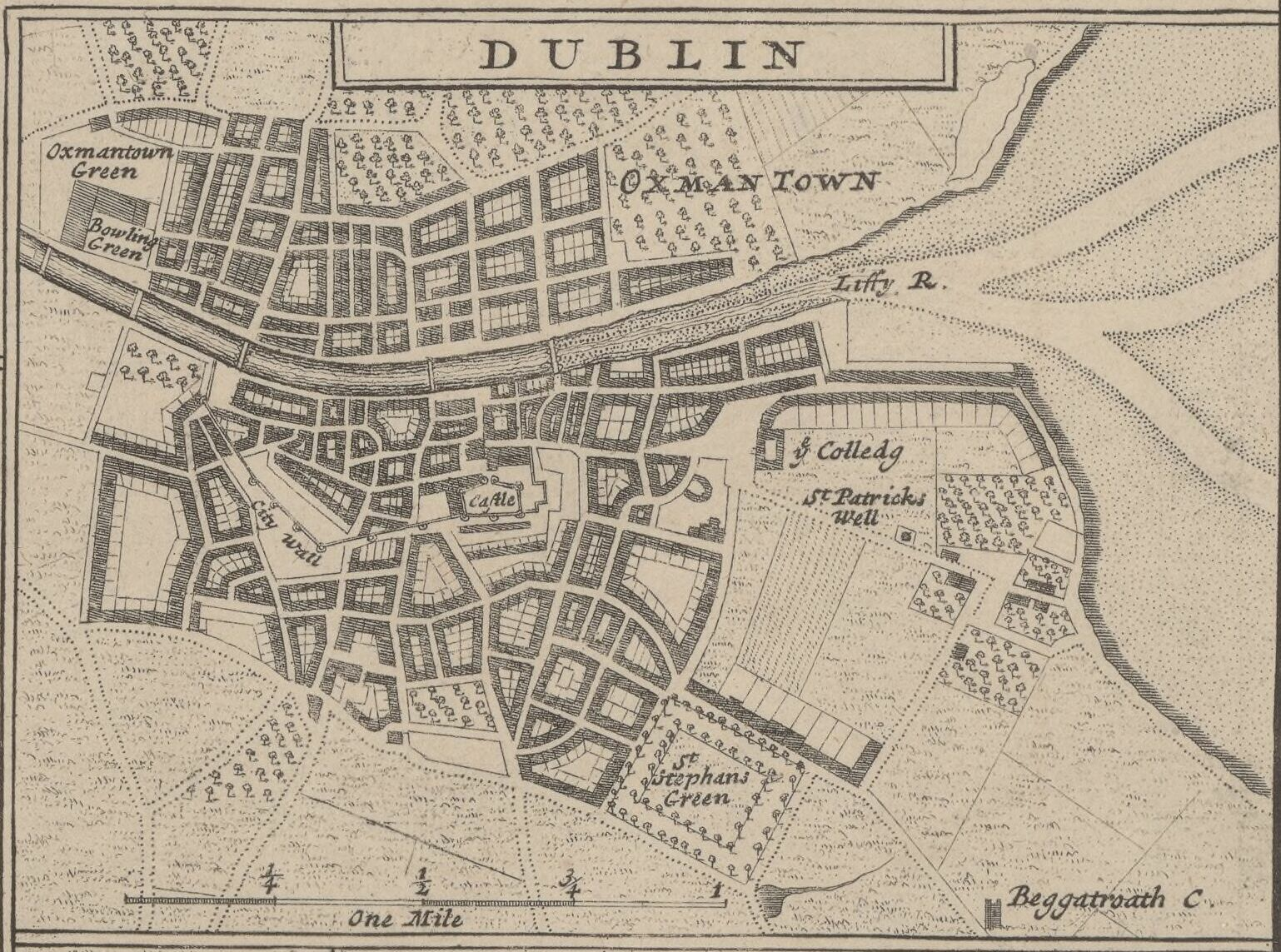
Mapa z 1714 roku, przed budową Great South Wall
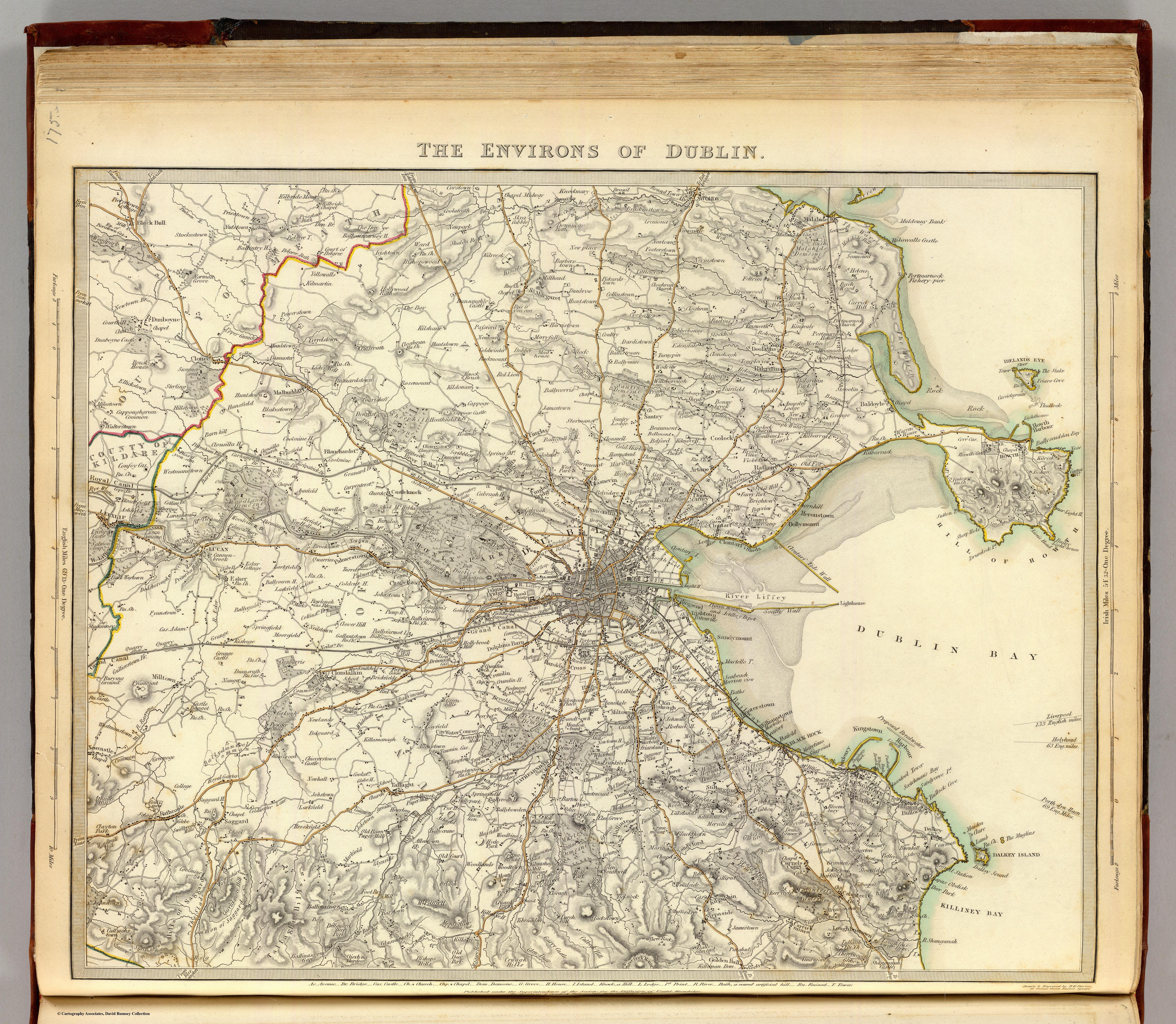
Mapa z 1837 roku, przed uformowaniem North Bull Island
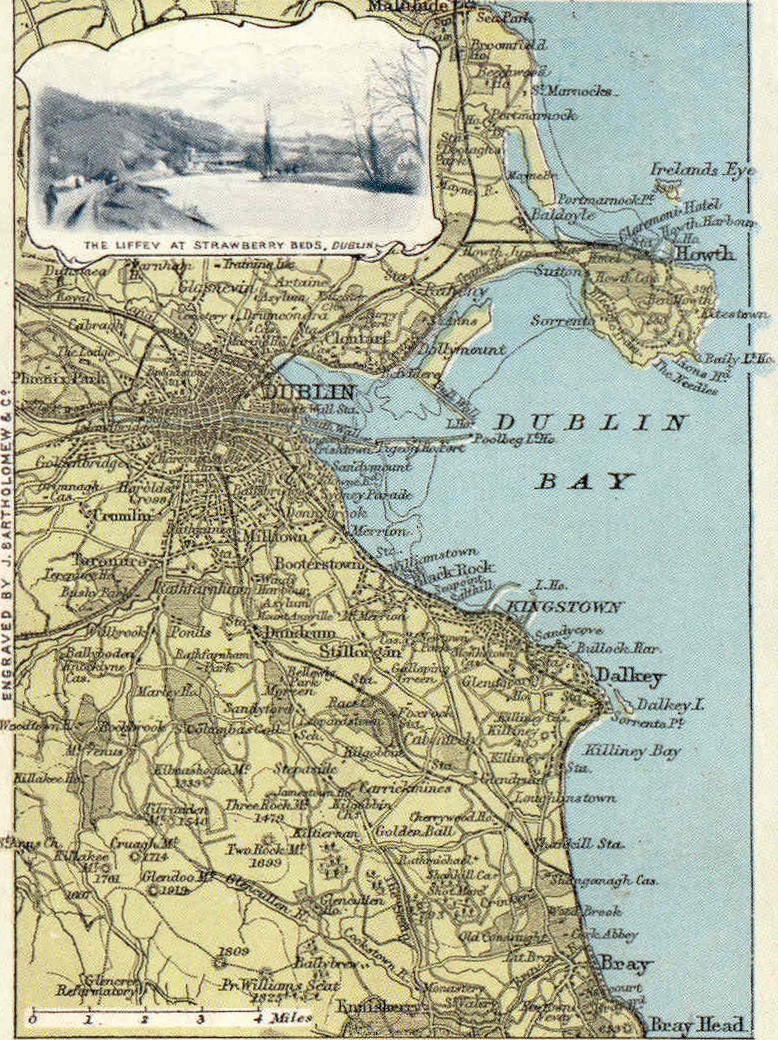
Mapa z końcówki XIX wieku z zaczątkiem Bull Island
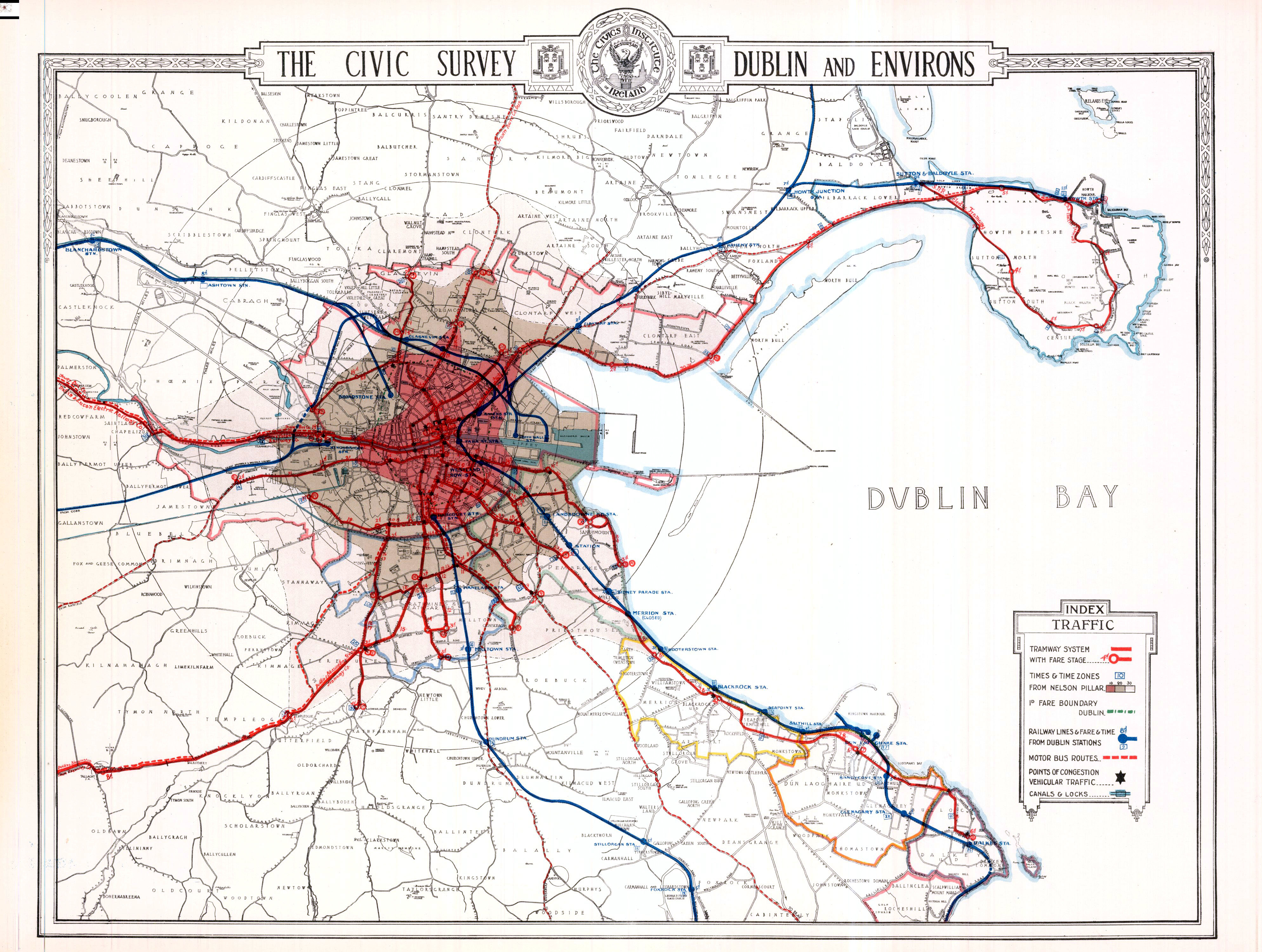
Mapa z 1922 roku z nowym portem